# Centaurea sarfattiana
Centaurea sarfattiana là một loài thực vật có hoa trong họ Cúc. Loài này được Brullo, Gangale & Uzunov mô tả khoa học đầu tiên năm 2004.